# Свети Атанасий (Църна река)
Вижте пояснителната страница за други значения на Свети Атанасий.
„Свети Атанасий“ (на гръцки: Αγίου Αθανασίου) е българска възрожденска православна църква в село Църна река (Карпи), Егейска Македония, Гърция, част от Гумендженската, Боймишка и Ругуновска епархия на Вселенската патриаршия.
Църквата е построена в 1802 година или в средата на XIX век и е гробищен и енорийски храм, разположен в южната част на селото. Представлява трикорабна базилика с максимални вътрешни размери 8,20 х 15,70 m. На изток се издава само нишата на апсидата. Трите кораба на църквата са разделени от пет чифта колони, като последната двойка е зад иконостаса. Нартексът, който е съществувал първоначално на запад не е запазен, а тремът с колонади на запад и на юг не е част от оригиналната конструкция. Иконостасът е дървен и резбован. Резбовани и изписани са и владишкият трон и амвонът. В храма има икони на Димитър Вангелов.
След Младотурската революция в 1909 година жителите на селото изпращат следната телеграма до Отоманския парламент:
| „ | Селската ни черква и училището са предадени от правителството на 40 къщи, подведомствени на Патриаршията, а ние, които сме 80 къщи, няма къде да извършваме религиозните си обреди и децата ни са лишени от всякакво възпитание. Молим най-настойчиво да благоволите и дадете разрешение на този въпрос в най-благоприятен смисъл. От името на българското население в с. Църна река кмет Никола. | “ |

В 1991 година църквата е обявена за паметник на културата под надзора на Девета ефория за византийски старини към Министерството на културата.